# 变叶榕
变叶榕（学名：Ficus variolosa）是桑科榕属的植物。分布在越南、老挝以及中国大陆的浙江、贵州、云南、湖南、广东、江西、广西、福建等地，生长于海拔200米至1,800米的地区，多生在溪边林下潮湿处，目前已由人工引种栽培。

## 别名
击常木（海南）、赌赖（植物名实图考、江西南安）

## 外部連結
- 變葉榕, Bianyerong 藥用植物圖像數據庫 (香港浸會大學中醫藥學院) （繁體中文）（英文）